# Мільцано
Мільцано (італ. Milzano) — муніципалітет в Італії, у регіоні Ломбардія, провінція Брешія.
Мільцано розташоване на відстані близько 420 км на північний захід від Рима, 85 км на схід від Мілана, 28 км на південь від Брешії.
Населення — 1787 осіб (2014).
Щорічний фестиваль відбувається 3 лютого. Покровитель — святий Власій.

## Демографія
Населення за роками:

Станом на 1 січня 2023 року в муніципалітеті офіційно проживали 223 іноземці з 15 країн, серед них 15 громадян країн Євросоюзу та 17 громадян України.

## Сусідні муніципалітети
- Альфьянелло
- Чиголе
- Павоне-дель-Мелла
- Пральбоїно
- Сан-Джервазіо-Брешіано
- Сеніга